# Sungai Majo
Sungai Majo is een bestuurslaag in het regentschap Rokan Hilir van de provincie Riau, Indonesië. Sungai Majo telt 2472 inwoners (volkstelling 2010).